# Патросиниу-Паулиста
Патросиниу-Паулиста (порт. Patrocínio Paulista)  —  муниципалитет в Бразилии, входит в штат Сан-Паулу. Составная часть мезорегиона Рибейран-Прету. Входит в экономико-статистический  микрорегион Франка. Население составляет 12 673 человека на 2006 год. Занимает площадь 600,107 км². Плотность населения — 21,1 чел./км².
Праздник города —  10 марта.

## История
Город основан в 1885 году.

## Статистика
- Валовой внутренний продукт на 2003 составляет 136.332.202,00 реалов (данные: Бразильский институт географии и статистики).
- Валовой внутренний продукт на душу населения на 2003 составляет 11.269,92 реалов (данные: Бразильский институт географии и статистики).
- Индекс развития человеческого потенциала на 2000 составляет 0,809 (данные: Программа развития ООН).